# Mariusz Gil
Mariusz Gil (Strzelce Krajeńskie, 6 mei 1983) is een Pools veldrijder die anno 2013 rijdt voor het veldritteam KwadrO-Stannah.

## Carrière
In zijn jeugdjaren werd Gil achtste bij de wereldkampioenschappen veldrijden 2001 in de categorie junioren en won hij zilver bij de wereldkampioenschappen veldrijden 2004 in de categorie beloften. Bij de elite werd hij onder meer negentiende op de wereldkampioenschappen veldrijden 2011.
Gil rijdt veel wedstrijden in het Belgische circuit en haalt daar zo nu en dan toptienplekken. Zo werd hij negende in Vorselaar bij een wedstrijd die meetelde voor de Superprestige veldrijden 2009-2010, negende in Gieten bij een cross voor de Superprestige veldrijden 2010-2011 en haalde verdere toptienplekken in crossen die meetelden voor de Superprestige veldrijden 2011-2012, de GvA Trofee Veldrijden 2011-2012 en de Superprestige veldrijden 2012-2013.
Gil is een van de beste veldrijders van Polen, op de Poolse kampioenschappen veldrijden won hij bij de junioren in 2000 en 2001, bij de beloften in 2002, 2003, 2004 en 2005 en bij de elite in 2008, 2010, 2011 en 2012.

## Overwinningen
| Seizoen   | Wereldbeker | Superprestige | bpost trofee | WK  | PK     | Overige | Totaal aantal zeges |
| --------- | ----------- | ------------- | ------------ | --- | ------ | ------- | ------------------- |
| 2005-2006 |             |               |              | ND  | Brons  |         | 0                   |
| 2006-2007 |             |               |              | ND  | Brons  |         | 0                   |
| 2007-2008 |             |               |              | ND  | Goud   |         | 1                   |
| 2008-2009 |             |               |              | ND  | Brons  |         | 0                   |
| 2009-2010 |             |               |              | ND  | Goud   |         | 1                   |
| 2010-2011 |             |               |              | 19e | Goud   |         | 1                   |
| 2011-2012 |             |               |              | 22e | Goud   |         | 1                   |
| 2012-2013 |             |               |              | ND  | Zilver |         | 0                   |
| 2013-2014 |             |               |              | 41e | Zilver |         | 0                   |
| 2014-2015 |             |               |              | 22e | Zilver |         | 0                   |